# Engel aus Stahl
Engel aus Stahl (Originaltitel: Les Anges d’acier) ist eine zwischen 1983 und 1988 erschienene frankobelgische Comicserie.

## Handlung
Eine Gruppe Kunstflieger verdient ihr Geld während der Zwischenkriegszeit mit waghalsigen Flugmanövern an Flugshows. Sie kommen auch nach Abessinien, wo sie mit der dort herrschenden Realität unter der italienischen Besatzungsmacht in Berührung und in Schwierigkeiten kommen. Zur Truppe gehören der Draufgänger Silver Stone, Randy und seine Schwester Dallas, Ice Barrow sowie die Ärztin Merry.

## Hintergrund
Víctor Mora schrieb die Fliegerserie. Der Zeichner war Víctor de la Fuente. Die Serie erschien zwischen 1983 und 1988 in Pilote und zwischen 1984 und 1985 in Charlie Mensuel. Die Alben wurden von Dargaud veröffentlicht. Im deutschen Sprachraum gab Feest ein Album heraus.

## Albenausgaben
- 1984: Les anges d’acier[5] (Pilote, 1983–1984, 46 Seiten)
- 1986: Sur la jungle des damnés (Charlie Mensuel, 1984–1985, 46 Seiten)
- 1987: La rose d’Abyssinie (Pilote, 1987, 46 Seiten)
- 1989: Les griffes de l’aigle (Pilote, 1988, 46 Seiten)